# Manuel Neto da Costa
Manuel Neto da Costa é um economista e político angolano. Foi nomeado para o cargo de Ministro da Economia e Planeamento em substituição de Pedro Luis da Fonseca, exercendo o cargo entre 2018 e 2020. Exerceu também funções de Secretário de Estado do Planeamento, sendo nomeado em novembro de 2017.

## Biografia
É Mestre em Assuntos Internacionais, Gestão de Políticas Económicas, School of International and Public Affairs, Columbia University, Nova Iorque; 1996-1997. Licenciou-se  em Economia, Faculdade de Economia, Universidade Agostinho Neto, Luanda, Angola; 1989.
Formação Especializada em: “Gestão Avançada”, pela Católica Lisbon Business and Economics da Universidade Católica e Lisboa, Lisboa, Portugal e Kellogg School of Management da Universidade de Northwestern, Chicago, EUA; Junho 2016.
Fez “Gestão Macroeconómica para Estabilidade Financeira e Redução da Pobreza” pelo Banco Mundial e Instituto de Pesquisas Económicas da Universidade de São-Paulo, Brasil; São-Paulo, Brasil, Janeiro de 2002.
Esteve no Harvard Institute for International Development e John F. Kennedy School of Government da Universidade de Harvard; Cambridge, Massachusetts, E.U.A. em Agosto de 2000 aonde formou-se em “Orçamentação e Gestão Financeira no Sector Público”
Entre Marco - Abril de 2019 fez “Políticas para o Crescimento Económico em África” pelo Instituto de Desenvolvimento Económico do Banco Mundial, Fundação para Estudos Avançados do Desenvolvimento Internacional do Japão e Instituto de Gestão Macro-económica e Financeira da África Oriental e Austral; Kadoma, Zimbabwe.
Em 1994, frequentou curso de “Gestão Macroeconómica para a Estabilização, Ajustamento Estrutural e Crescimento Económico”, pelo Instituto de Desenvolvimento Económico do Banco Mundial, Instituto do Fundo Monetário Internacional e Instituto Nacional de Administração de Portugal; Lisboa, Portugal.

## Carreira
Foi Presidente do Conselho de Administração, Banco de Desenvolvimento de Angola; Luanda, Angola, Novembro de 2013 – Outubro de 2017.
No Ministério das Finanças, exerceu várias funções:  Foi Secretário de Estado do Tesouro, Ministério das Finanças, Governo da República de Angola; Fevereiro de 2010 – Outubro de 2012, tendo em seguida passado a Assessor do Ministro das Finanças, Ministério das Finanças, Governo da República de Angola até Outubro de 2013.
Foi Director do Gabinete de Estudos Económicos e Jurídicos e Gabinete de Estudos e Relações Económicas Internacionais do Ministério da Economia e Finanças e do Ministério Finanças, respectivamente; Luanda, Angola, Novembro de 1995 - Maio de 1996 e Agosto de 1998 – Fevereiro de 2010.
Pertenceu a Assessoria Económica do Gabinete do Presidente da República, ente Julho 1995 - Outubro 1995, tendo exercido a função de Assistente. No período de Agosto 1990 -1995 foi Economista do Secretariado do Conselho de Ministros.
Manuel Neto da Costa foi docente, tendo sido Professor Assistente de Programação Matemática e Introdução à Economia na Faculdade de Economia, Universidade Agostinho Neto, Luanda, Angola, Setembro 1990 - Setembro 1994. Também foi Docente de Contabilidade Geral e Contabilidade Analítica no Instituto Médio de Economia Karl Marx, Luanda, Angola, no período de Setembro 1983 – Agosto 1986.
Dentre outras funções, foi Presidente do Conselho Fiscal, Sociedade Nacional de Combustíveis de Angola, E.P. (SONANGOL), Luanda, Angola, 2008-2010.
foi Presidente do Conselho Fiscal, Empresa Nacional de Diamantes de Angola (ENDIAMA), Luanda, Angola, 2002-2005. Foi membro, Subgrupo Macroeconómico do Grupo Técnico de Apoio ao Conselho de Ministros, Luanda, angola, 1999 a 2009.

## Publicações
“Patterns of Growth and Structural Change of the Angolan Economy” (com Jorge Thompson Araújo), EDI, The World Bank, Washington, DC, Novembro 1997. (Também versão em Português).
“Reserve Currency Country vs. Small Open Economy: a Look to the Impact of the Fiscal and Monetary Expansions in the context of the present International Monetary Arrangements”, Columbia University, New York, NY, May 1997.
“Angola, Perspectives of Economic Policies for Growth and Development in the context of a Regional Integration within the Southern Africa Development Community (SADC)”, Columbia University, New York, NY, Abril 1997.
“Free Trade: A Question of Morality”, Columbia University, New York, NY, Dezembro 1996.
Vários artigos na revista “Economia e Mercados”, destacando-se:
“Angola nos 30 Anos de Independência: Trajectória Económica Histórica e Abordagem do Desenvolvimento em Tempo de Paz e no Quadro da Integração Regional”
“Sector Petrolífero: Questões Sobre a Sua Inserção na Economia Doméstica Angolana e Contribuição para o Desenvolvimento Nacional”
“Mercado Cambial, Estabilização Macroeconómica e Reservas Internacionais Líquidas em Angola – Staff do Fundo
Monetário Internacional (FMI) Versus Governo”
“Investimento Produtivo Nacional – Estará a Chave nas Garantias de Crédito”
“Desenvolvimento Industrial de Angola: Será o Proteccionismo a Solução”
“Desenvolvimento Sustentado: Uma Abordagem Estratégica”